# Titularbistum Martanae Tudertinorum
Martanae Tudertinorum (ital.: Martana) ist ein Titularbistum der römisch-katholischen Kirche.
Es geht zurück auf einen untergegangenen Bischofssitz des antiken Orts vicus Martis Tudertium beim heutigen Todi in der italienischen Region Umbrien.
| Titularbischöfe von Martanae Tudertinorum |                                                        |                                                            |                   |                   |
| Nr.                                       | Name                                                   | Amt                                                        | von               | bis               |
| 1                                         | Roberto Carniello                                      | Weihbischof in Concordia Weihbischof in Volterra (Italien) | 2. April 1967     | 7. Oktober 1975   |
| 2                                         | Alejandro Jiménez Lafeble                              | Weihbischof in Talca (Chile)                               | 21. November 1975 | 12. Dezember 1983 |
| 3                                         | Pier Giacomo De Nicolò Titularerzbischof pro illa vice | Apostolischer Nuntius                                      | 14. August 1984   | 3. April 2021     |
| 4                                         | Visvaldas Kulbokas Titularerzbischof pro hac vice      | Apostolischer Nuntius                                      | 15. Juni 2021     |                   |